# Манол Иванов
Манол Иванов Лесев е български филолог. Той е роден през 1867 година в Пирдоп. От 1900 година е действителен член на Българското книжовно дружество, днес Българска академия на науките. От 1892 до 1895 година Иванов е преподавател в българската гимназия в Солун. Умира през 1906 година.